# Coupe de France 1954/55
Het seizoen 1954/55 was het 38e seizoen van de Coupe de France in het voetbal. Het toernooi werd georganiseerd door de Franse voetbalbond.
Dit seizoen namen er 1162 clubs deel (90 meer dan de record deelname in het vorige seizoen). De competitie ging in de zomer van 1954 van start en eindigde op 29 mei 1955 met de finale in het Stade Olympique Yves-du-Manoir in Colombes. De finale werd gespeeld tussen Lille OSC (voor de zevende keer finalist en als Olympique Lille ook in 1939 finalist) en Girondins Bordeaux (voor de vierde keer finalist). Lille OSC veroverde voor de vijfde keer de beker door Girondins Bordeaux (met de Nederlander Joop de Kubber in de gelederen) met 5-2 te verslaan.

## Uitslagen

### 1/32 finale
De wedstrijden werden op 6 februari gespeeld, de beslissingswedstrijden op 9 (RCFC Besançon - FC Metz) en 17 en 24 februari (beide tussen CO Roubaix-Tourcoing - AS Monaco). De 18 clubs van de Division 1 kwamen voor het eerst in actie in deze ronde.
| Winnaar              | Uitslag             | Verliezer                |
| -------------------- | ------------------- | ------------------------ |
| Lille OSC            | 3-2                 | FC Nantes                |
| Girondins Bordeaux   | 1-0                 | SO Cholet                |
| RC Strasbourg        | 7-0                 | ASCA Wittelsheim         |
| OGC Nice             | 1-0                 | FC Annecy                |
| Toulouse FC          | 3-2                 | US Saint-Gaudens         |
| Le Havre AC          | 4-0                 | Télé-Ménilles Sport Pacy |
| FC Nancy             | 5-3                 | AS Saint-Étienne         |
| SC Draguignan-Le Muy | 2-0                 | RC Vichy                 |
| Stade Reims          | 5-1                 | CEP Lorient              |
| FC Rouen             | 4-0                 | AS Cherbourg-Stella      |
| FC Sochaux           | 3-0                 | CS Blénod                |
| Olympique Lyon       | 3-2                 | AS Cannes                |
| CO Roubaix-Tourcoing | 3-3 nv; 1-1 nv; 4-0 | CO Roubaix-Tourcoing     |
| SCO Angers           | 5-0                 | CO Chambly               |
| Sporting Toulon      | 5-0                 | SO Montpellier           |
| Arago Sport Orléans  | 3-1                 | FC Sète                  |

| Winnaar               | Uitslag     | Verliezer            |
| --------------------- | ----------- | -------------------- |
| FC Grenoble           | 5-2         | AS Decize            |
| AS Giraumont          | 2-1         | US Viesly            |
| US Valenciennes-Anzin | 3-2         | JA Armentières       |
| AS Aix                | 4-1         | AS Troyes-Savinienne |
| FC Mulhouse           | 2-0         | Olympique Marseille  |
| Stade Rennes          | 4-1         | US Saint-Malo        |
| Olympique Nîmes       | 3-1         | AS Béziers           |
| US Quevilly           | 6-3         | RC Arras             |
| RC Paris              | 3-0         | Stade Français       |
| US Bruay              | 2-1         | CS Avion             |
| US Maubeuge           | 1-0         | Red Star Olympique   |
| UA Sedan Torcy        | 6-1         | AS Hautmont          |
| RCFC Besançon         | 1-1 nv; 3-1 | FC Metz              |
| RC Lens               | 5-0         | ASSB Oignies         |
| ES Piennes            | 2-1         | Olympique Alès       |
| FC Perpignan          | 2-1         | CA Paris             |

### 1/16 finale
De wedstrijden werden op 6 maart gespeeld, de beslissingswedstrijden op 13 en 17 maart (Olympique Lyon - Sedan-Torcy).
| Winnaar              | Uitslag        | Verliezer             |
| -------------------- | -------------- | --------------------- |
| Lille OSC            | 3-0            | FC Grenoble           |
| Girondins Bordeaux   | 1-1 nv; 4-1 nv | AS Giraumont          |
| RC Strasbourg        | 2-0            | US Valenciennes-Anzin |
| OGC Nice             | 4-0            | AS Aix                |
| Toulouse FC          | 4-0            | FC Mulhouse           |
| Le Havre AC          | 2-0            | Stade Rennes          |
| FC Nancy             | 3-1            | Olympique Nîmes       |
| SC Draguignan-Le Muy | 1-1 nv; 3-1 nv | US Quevilly           |

| Winnaar              | Uitslag     | Verliezer      |
| -------------------- | ----------- | -------------- |
| Stade Reims          | 2-1         | RC Paris       |
| FC Rouen             | 4-1         | US Bruay       |
| FC Sochaux           | 4-0         | US Maubeuge    |
| Olympique Lyon       | 0-0 nv; 2-1 | UA Sedan Torcy |
| CO Roubaix-Tourcoing | 2-1         | RCFC Besançon  |
| SCO Angers           | 3-2 nv      | RC Lens        |
| Sporting Toulon      | 1-0         | ES Piennes     |
| Arago Sport Orléans  | 2-1         | FC Perpignan   |

### 1/8 finale
De wedstrijden werden op 27 maart gespeeld, de enige beslissingswedstrijd op 7 april.
| Winnaar            | Uitslag     | Verliezer      |
| ------------------ | ----------- | -------------- |
| Lille OSC          | 1-0         | Stade Reims    |
| Girondins Bordeaux | 2-2 nv; 1-0 | FC Rouen       |
| RC Strasbourg      | 2-1         | FC Sochaux     |
| OGC Nice           | 5-3         | Olympique Lyon |

| Winnaar              | Uitslag | Verliezer            |
| -------------------- | ------- | -------------------- |
| Toulouse FC          | 5-2     | CO Roubaix-Tourcoing |
| Le Havre AC          | 1-0     | SCO Angers           |
| FC Nancy             | 6-0     | Sporting Toulon      |
| SC Draguignan-Le Muy | 1-0     | Arago Sport Orléans  |

### Kwartfinale
De wedstrijden werden op 17 april gespeeld, de enige beslissingswedstrijd op 24 april.
| Winnaar            | Uitslag     | Verliezer            |
| ------------------ | ----------- | -------------------- |
| Lille OSC          | 1-0         | Toulouse FC          |
| Girondins Bordeaux | 1-0         | Le Havre AC          |
| RC Strasbourg      | 4-3 nv      | FC Nancy             |
| OGC Nice           | 1-1 nv; 5-0 | SC Draguignan-Le Muy |

### Halve finale
De wedstrijden werden op 8 mei gespeeld.
| Winnaar            | Uitslag | Verliezer     |
| ------------------ | ------- | ------------- |
| Lille OSC          | 4-0     | RC Strasbourg |
| Girondins Bordeaux | 3-2     | OGC Nice      |

### Finale
De wedstrijd werd op 29 mei 1955 gespeeld in het Stade Olympique Yves-du-Manoir in Colombes voor 49.411 toeschouwers. De wedstrijd stond onder leiding van scheidsrechter Louis Fauquemberghe.
| Winnaar                                                                                 | Uitslag | Finalist                                     |
| --------------------------------------------------------------------------------------- | ------- | -------------------------------------------- |
| Lille OSC                                                                               | 5-2     | Girondins Bordeaux                           |
| Jean Vincent 7' Yvon Douis 28' Yvon Douis 31' Gérard Bourbotte 35' Gérard Bourbotte 75' |         | 41' Raymond Wozniesko 64' Abdelhamid Skander |

1917/18 · 1918/19 · 1919/20 · 1920/21 · 1921/22 · 1922/23 · 1923/24 · 1924/25 · 1925/26 · 1926/27 · 1927/28 · 1928/29 · 1929/30 · 1930/31 · 1931/32 · 1932/33 · 1933/34 · 1934/35 · 1935/36 · 1936/37 · 1937/38 · 1938/39 · 1939/40 · 1940/41 · 1941/42 · 1942/43 · 1943/44 · 1944/45 · 1945/46 · 1946/47 · 1947/48 · 1948/49 · 1949/50 · 1950/51 · 1951/52 · 1952/53 · 1953/54 · 1954/55 · 1955/56 · 1956/57 · 1957/58 · 1958/59 · 1959/60 · 1960/61 · 1961/62 · 1962/63 · 1963/64 · 1964/65 · 1965/66 · 1966/67 · 1967/68 · 1968/69 · 1969/70 · 1970/71 · 1971/72 · 1972/73 · 1973/74 · 1974/75 · 1975/76 · 1976/77 · 1977/78 · 1978/79 · 1979/80 · 1980/81 · 1981/82 · 1982/83 · 1983/84 · 1984/85 · 1985/86 · 1986/87 · 1987/88 · 1988/89 · 1989/90 · 1990/91 · 1991/92 · 1992/93 · 1993/94 · 1994/95 · 1995/96 · 1996/97 · 1997/98 · 1998/99 · 1999/00 · 2000/01 · 2001/02 · 2002/03 · 2003/04 · 2004/05 · 2005/06 · 2006/07 · 2007/08 · 2008/09 · 2009/10 · 2010/11 · 2011/12 · 2012/13 · 2013/14 · 2014/15 · 2015/16 · 2016/17 · 2017/18 · 2018/19 · 2019/20 · 2020/21 · 
2021/22 · 2022/23 · 2023/24 · 2024/25 ·